# ویلیام لیندسی
ویلیام لیندسی (به انگلیسی: William Lindsay) سناتور سابق عضو حزب دموکرات ایالات متحده آمریکا بود. وی در سال ۱۸۹۳ تا ۱۹۰۱ میلادی سناتور ایالت کنتاکی در سنای ایالات متحده آمریکا بود.